# 阿普托斯 (加利福尼亞州)
阿普托斯（英語：Aptos）是位於美國加利福尼亞州聖塔克魯茲縣的一個人口普查指定地區。

## 地理
阿普托斯的座標為36°58′53″N 121°54′27″W / 36.98139°N 121.90750°W，而該地最高點為海拔高度33米（即108英尺）。

## 人口
根據2010年美國人口普查的數據，阿普托斯的面積為16.66平方千米，均為陸地。當地共有人口6220人，而人口密度為每平方千米373人。